# Richard Rosser
Richard Andrew Rosser, barone Rosser (Northwood, 5 ottobre 1944 – Londra, 10 aprile 2024), è stato un politico e sindacalista britannico.

## Biografia

### Nei sindacati
Richard Rosser lavorò inizialmente presso la London Transport Board, organizzazione attiva dal 1963 al 1969 responsabile del trasporto pubblico londinese. Dopodiché entrò a far parte del Transport Salaried Staffs' Association (TSSA), sindacato includente i lavoratori occupati nel mondo dei trasporti.
Salì poi tra i ranghi del TSSA al fine di diventare uno dei due assistenti segretari generali, mentre nel 1989 venne eletto segretario generale del sindacato. Fu rieletto due volte, restando in carica per un totale di quindici anni, ritirandosi quindi nel 2004. Divenne il secondo sindacalista ad aver servito più a lungo, dietro solo ad Alexander Walkden che rimase per trent'anni (1906-1936).
Durante la sua permanenza al TSSA, Richard Rosser ricoprì inoltre il ruolo di magistrato e presidente del comitato esecutivo nazionale del Partito Laburista negli anni 1997-1998.

### Carriera politica
In occasione delle elezioni generali del 1974, Richard Rosser si candidò con il Partito Laburista per il collegio di Croydon Central, non risultando però eletto.
Nel 2004, ritiratosi quindi dal TSSA , venne annunciata la sua nomina a pari a vita il 14 giugno, occupando di conseguenza un seggio del Partito Laburista alla Camera dei lord. Assunse il titolo di barone Rosser.
Dal 2010 divenne inoltre capogruppo dell'opposizione e portavoce dei laburisti per la difesa, gli affari interni e i trasporti. Si dimise dagli incarichi nel 2022 a causa di alcuni problemi di salute.
Richard Rosser morì il 10 aprile 2024, all'età di 79 anni.